# 周相 (雍正進士)
周相，河南密縣（今新密市）人，清朝政治人物。

## 生平
周相為雍正二年（1724年）甲辰科三甲進士。雍正十二年（1734年）二月，出任湖南永順府龍山縣知縣。